# Avaritia
Avaritia è un singolo realizzato dal produttore discografico canadese deadmau5, primo estratto dal settimo album in studio di Zimmerman while(1<2).

## Descrizione
L'8 ottobre 2013, una traccia al pianoforte intitolata Avaritia viene caricata sull'account SoundCloud di Zimmerman, insieme al resto dell'EP 7. I sette brani solo per pianoforte avevano ciascuno il nome dei sette peccati capitali in latino (Acedia, Avaritia, Gula, Invidia, Ira, Luxuria e Superbia). Tutte le tracce tranne Luxuria appaiono in while(1<2). Tuttavia, la melodia di Luxuria è stata successivamente inserita in Somewhere Up Here. Luxuria è anche suonato sullo sfondo di Coelacanth II. Dei sei titoli, Gula, Acedia e Avaritia sono stati modificati completamente dal pianoforte e includono elementi di musica dance, sebbene la melodia originale di Avaritia non sia presente nella traccia omonima dell'album. La traccia è stata originariamente combinata con un'altra canzone da lui intitolata Phantoms Can't Hang, ed è stata pubblicata sulla sua pagina SoundCloud prima che venisse cancellata, intitolata Where Phantoms Sleep 04.
Nel 2018, Zimmerman e Gregory Reveret registrano una versione orchestrale di Avaritia per l'album where's the drop?. Tuttavia, questa volta è stata utilizzata la composizione originale dell'EP, invece della rielaborazione dance contenuta in while(1<2).

## Tracce
1. Avaritia

## Classifiche
| Classifica (2006)                    | Posizione massima |
| ------------------------------------ | ----------------- |
| Billboard Hot Dance/Electronic Songs | 22                |